# Си, Адам
Адам Си Кок Луен бин Абдулла более известный как Си Кок Луен (кит. 冼国伦; малайск. Adam See Kok Luen bin Abdullah); род. 3 июня 1988, Ясин, Малакка) — малайзийский футболист, выступал на позиции полузащитника клуба «Малакка Юнайтед».

## Карьера
Первый свой профессиональный матч сыграл за «Джохор» в Кубке Малайзии. С 2010 по 2011 годы играл за «Куала-Лумпур». В 2012 году выступал за «Кедах». В 2013 году вернулся в «Джохор». В 2015 году выступал за «Пенанг», в следующем году перебрался в «Малакка Юнайтед». В 2017 году играл за «Петалинг Джая Рейнджерс». С 2018 по 2019 годы был игроком «Саравак Юнайтед». В 2020 году вернулся в «Малакка Юнайтед».

## Личная жизнь
Кок Луен имеет полное имя Си Кок Луен. Кок Луен родился 3 июня 1988 года в Джасине, Малакка.
Си Кок Луен покончил со своей холостяцкой жизнью после того, как был 19 мая 2017 года официально женился на Норфаджрине Идрис в Кампунг Ньялас, района Джасин. До свадьбы Си Кок Луен и Норфаджрина Идрис исповедовали разные религии, но в конце января 2017 года, прежде чем жениться, Кок Луен принял в ислам и взял имя Адам.